# Orioles Park at Camden Yards
Orioles Park at Camden Yards er et baseballstadion i Baltimore i Maryland, USA, der er hjemmebane for MLB-klubben Baltimore Orioles. Stadionet har plads til 48.876 tilskuere, og blev indviet 6. april 1992. Her erstattede det det gamle Memorial Stadium som Orioles hjemmebane.